# Меморіал закатованим у Дарницькому концтаборі

Меморіальний комплекс на честь загиблих радянських воїнів у Дарницькому концтаборі відкритий 1968 році в Дарницькому лісі на місці, де був розташований гітлерівський Дарницький табір військовополонених. Після визволення Києва в листопаді 1943 року на околиці міста, у Дарниці, встановлені місця розташування двох відділень концтабору для полонених командирів і рядового складу Червоної армії (див. Радянська армія). Дарницький табір існував з перших днів окупації Києва до літа 1943 року, у червні 1943 року переведений до Бердичева. Табір займав площу близько 1,0–1,5 км, його територія була обнесена огорожею з колючого дроту в 3–4 ряди заввишки 3,5 м та поділена на окремі сектори. Надзвичайна державна комісія із встановлення та розслідування злочинів німецько-фашистських загарбників у грудні 1943 року обстежила територію обох відділень Дарницького концтабору. Були виявлені місця масових поховань в'язнів і встановлено, що під час окупації міста тут було знищено 68 тис. осіб, переважну більшість з яких становили військовополонені.
Ландшафтно-скульптурний комплекс складається з гранітної стели з написом: «Тут в 1941—1943 роках у фашистському таборі смерті закатовано 68 тисяч радянських воїнів. Вони віддали своє життя за тебе, за свободу Радянської Вітчизни. Пам'ятай, якою ціною здобуто мир»; частини огорожі з колючим дротом, яка відіграє роль документально-історичного свідчення, і гранітних плит уздовж брукованої доріжки, які символізують поховання. На одній з кам'яних брил біля стежки, якою вели на страту військовополонених, є напис: «Остання стежка закатованих. Знесилені, голодні, закривавлені, вони йшли цією стежкою на розстріл, несучи в серцях ненависть до ворогів і віру в нашу перемогу». В центрі меморіалу загиблим радянським військовополоненим — скульптурна п'ятифігурна композиція з монолітних блоків рожевого граніту, встановлена на невисокому земляному пагорбі. Біля підніжжя — пласка гранітна плита-надгробок. Монолітна група солдатів і моряків немов виростає з кам'яних брил. Композиція експресивно виразна, деталі промовисті, образи гранично узагальнені. Застосовано пластичний прийом зіставлення різних фактур каменя — грубої поверхні брил у нижній частині пам'ятника та шорсткості поверхонь постатей. Композиція органічно поєднана з природним оточенням. Автори — скульптор В. Зноба, архітектори О. Малиновський і Ю. Москальцов.